# Ajax (Ontario)
Ajax is een gemeente in Ontario, aan de oever van het Ontariomeer. Ter plaatse was tijdens de Tweede Wereldoorlog een munitiefabriek gevestigd. Na de oorlog werd deze de basis voor de gemeente. Ajax is vernoemd naar de Britse kruiser HMS Ajax uit de Leanderklasse die een belangrijke rol speelde bij het achtervolgen van het Duitse vestzakslagschip Graf Spee, eind 1939. Tegenwoordig maakt de plaats deel uit van de agglomeratie Toronto. Het aantal inwoners bedraagt 126.666 (2021).

## Geschiedenis
Aan het eind van de 18e eeuw arriveerden de eerste blanken in het gebied. In 1941 werd bij het gehucht Pickering een vestiging van Defence Industries Limited opgericht. Vier jaar lang werden hier granaten gevuld. Toen de fabriek op maximumcapaciteit functioneerde werkten er negenduizend arbeiders, die in barakken waren ondergebracht. In 1945 werden de gebouwen gehuurd door de universiteit van Toronto, en omgevormd in een technische school waar zevenduizend studenten hun basisopleiding kregen. In 1947 vertrok de universiteit weer en werd Ajax een stadje.

## Geboren
- Nicholas Keagan (1978), kunstschaatser
- Deryck Whibley (1980), zanger
- Munro Chambers (1990), acteur
- Benjamin Donnelly (1996), schaatser